# Eragrostis tef
Eragrostis tef (Zucc.) Trotter, conhecida pelo nome comum de tefe (do amárico:  ጤፍ ṭēff, e do tigrínia: ጣፍ ṭaff; chamada xaafii em oromo), é uma planta anual nativa das terras altas do Etiópia e Eritreia no Corno de África. É um cereal comum na Etiópia e na Eritreia, mas pouco conhecido em outras partes do mundo, constituindo a base da injera, o prato nacional etíope. A etimologia popular liga a palavra tefe à raiz etio-semítica "ṭff", que significa "perdido" (aparentemente devido ao pequeno tamanho do grão).

## Origens
Acredita-se que o cultivo do tefe teve início na Etiópia entre 4000 e 1000 a.C.. Estudos genéticos apontam a espécie Eragrostis pilosa como o seu antepassado selvagem mais provável.
No século XIX foram identificadas sementes de tefe em um sítio arqueológico egípcio. Hoje tal identificação é considerada duvidosa. As sementes em questão já não estão disponíveis para estudo e provavelmente seriam de uma gramínea selvagem comum no Egito.

## Características
O tefe é resistente a climas rigorosos quentes e secos. Também é cultivado em solos alagados.
Apresenta maior produtividade em altitudes de 1800 a 2000 metros com 450 a 550 milímetros de chuva e temperaturas entre 10 e 27 °C.
É uma semente pequena com colorações variadas (do branco passando pelo vermelho até o marrom escuro). Os tipos mais claros possuem um sabor mais suave mas todos são igualmente nutritivos.
Graças a seu pequeno tamanho (cerca de 1 milímetro de diâmetro) e sua facilidade de cultivo favoreceu um estilo de vida semi-nômade.

## Valor Nutricional
O grão tem uma concentração elevada e variada de nutrientes: cálcio, ferro, cobre, alumínio, bário, fósforo e tiamina. É rico em carboidratos
O ferro contido no tefe é facilmente absorvido pelo organismo.
Possui elevado teor de proteína. Acredita-se que tenha uma composição de aminoácidos excelente (todos os 8 aminoácidos essenciais para os seres humanos). Tem níveis de lisina mais elevados do que o trigo ou a cevada
Estimula a flora intestinal. Não contém glúten, pelo que é apropriado para aqueles com intolerância do glúten ou que sofram de doença celíaca.

## Cultivo
O tefe é mais intensamente cultivado nos planaltos da Etiópia que é o maior produtor mundial (o tefe é responsável por aproximadamente um quarto da produção total de cereais deste país) e também na Eritreia, Índia e Austrália.

## Consumo
Tradicionalmente, o tefe é usado na culinária da Etiópia e da Eritreia para a preparação de um tipo de pão, a injera.